# Río Quimome
Der Río Quimome ist ein Fluss im Tiefland des südamerikanischen Anden-Staates Bolivien.
Der Río Quimome durchfließt in seiner gesamten Länge das Municipio San José de Chiquitos in der Provinz Chiquitos im Departamento Santa Cruz. Sein Ursprung liegt im Feuchtgebiet der Bañados de Izozog, einer tektonischen Senke, in der sich das Wasser des von Südwesten her zufließenden Río Parapetí sammelt. Da der größte Teil der zugeführten Feuchtigkeit aufgrund der ganzjährig hohen Temperaturen verdunstet, führt der Río Quimome nur in der Feuchtezeit von November bis März das aus den Bañados de Izozog abfließende Wasser.
Der Río Quimome fließt weitgehend in nördlicher Richtung und durchbricht nach 56 Kilometern den west-östlich verlaufenden Bergrücken der Loma Piedra Negra San Esteban, der sich hier 200 bis 300 Meter aus der Ebene erhebt und weiter zur Sierra San José führt. Hier kreuzt der Fluss bei der Ortschaft Quimome die 1657 Kilometer lange Nationalstraße Ruta 4, die in West-Ost-Richtung das Land von der chilenischen bis zur brasilianischen Grenze durchquert.
Nach insgesamt 133 Kilometern vereinigt sich der Río Quimome mit dem aus östlicher Richtung zufließenden Río Santa María zum Río San Julián, dem Oberlauf des Río Itonomas, der weiter über den Río Iténez zum Río Mamoré fließt und dann über den Rio Madeira zum Amazonas. An dieser Stelle besteht auch eine Verbindung zu der wenige Kilometer westwärts gelegenen Laguna Concepción.